# 占科伊区
占科伊区（烏克蘭語：Джанкойський район），是法理上烏克蘭克里米亞自治共和國的一個旧區，但事实上是俄罗斯克里米亞共和國的一个区。位于克里米亚半岛北部。行政中心为占科伊（但该市为共和国直辖市，并不在该区的管辖范围内）。总面积2,667平方公里，总人口74157（2013年）。

## 2020年乌克兰行政区划改革
2020年7月乌克兰在全境实行了行政区划改革，包括当时被俄罗斯占领的克里米亚半岛。克里米亚自治共和国的14个区和11个共和国直辖市重组为10个区。新的占科伊区范围扩大，包括了占科伊市拉达和原占科伊区管辖的区域。设立新区的法律在2023年9月7日正式生效，但由于乌克兰并未实际控制克里米亚，故事实上新区并未真正运作。